# Verona (Nueva York)
Verona es un pueblo ubicado en el condado de Oneida en el estado estadounidense de Nueva York. En el año 2000 tenía una población de 6,425 habitantes y una densidad poblacional de 36 personas por km².

## Geografía
Verona se encuentra ubicado en las coordenadas 43°9′0″N 75°37′16″O / 43.15000, -75.62111.

## Demografía
Según la Oficina del Censo en 2000 los ingresos medios por hogar en la localidad eran de $42,745 y los ingresos medios por familia eran $47,951. Los hombres tenían unos ingresos medios de $32,328 frente a los $23,646 para las mujeres. La renta per cápita para la localidad era de $18,017. Alrededor del 5.7% de la población estaban por debajo del umbral de pobreza.